# Biserica Sfântul Mihail din Luxemburg
Biserica Sfântul Mihail din Luxemburg  (în luxemburgheză Méchelskierch, în franceză Église Saint-Michel, în germană Sankt Michaelskirche) este o biserică romano-catolică din orașul Luxemburg, din sudul Luxemburgului. Este situat în Fishmarket, în cartierul central Ville Haute.
Biserica este cel mai vechi loc religios existent din Luxemburg. Prima biserică a fost construită în 987 drept capelă a castelului pentru contele de Luxemburg. Cu toate acestea, în secolele următoare, clădirea a fost distrusă, reconstruită și renovată de mai multe ori. Aspectul său actual datează din 1688 și unește stilurile arhitectonice romanice și baroce, datând în prealabil stilul național al barocului Moselle. Clădirea a fost restaurată de atunci, păstrându-și forma inițială; cel mai recent a fost renovat în anii ’60, ’80 și 2003–2004.